# Сардан (коммуна)
Сарда́н (фр. Sardent) — коммуна во Франции, находится в регионе Лимузен. Департамент коммуны — Крёз. Входит в состав кантона Понтарьон. Округ коммуны — Гере.
Код INSEE коммуны — 23168.

## Население
Население коммуны на 2010 год составляло 785 человек.
| 1962 | 1968 | 1975 | 1982 | 1990 | 1999 | 2010 |
| ---- | ---- | ---- | ---- | ---- | ---- | ---- |
| 1119 | 1085 | 1047 | 944  | 845  | 802  | 785  |

## Экономика
В 2010 году среди 464 человек трудоспособного возраста (15—64 лет) 337 были экономически активными, 127 — неактивными (показатель активности — 72,6 %, в 1999 году было 73,4 %). Из 337 активных жителей работали 306 человек (156 мужчин и 150 женщин), безработных было 31 (15 мужчин и 16 женщин). Среди 127 неактивных 19 человек были учениками или студентами, 74 — пенсионерами, 34 были неактивными по другим причинам.